# Глушневич, Михаил Осипович
Михаил Осипович Глушневич (1797—1862) — астроном Российской империи, директор Виленской (Вильнюсской) астрономической обсерватории; титулярный советник.

## Биография
Михаил Глушневич родился в 1797 году в городе Минске. Получил образование в Минской мужской гимназии и в Виленском университете.
В 1819 году он получил степень магистра философии и поступил в Виленскую астрономическую обсерваторию на должность помощника директора, которым был тогда Снядецкий. По своей должности М. Глушневич участвовал во всех работах и наблюдениях обсерватории, как астрономических, так и метеорологических, но во вторых более, чем в первых, как это обычно и практиковалось в то время в отношении помощников директора в обсерваториях, подобных Виленской.

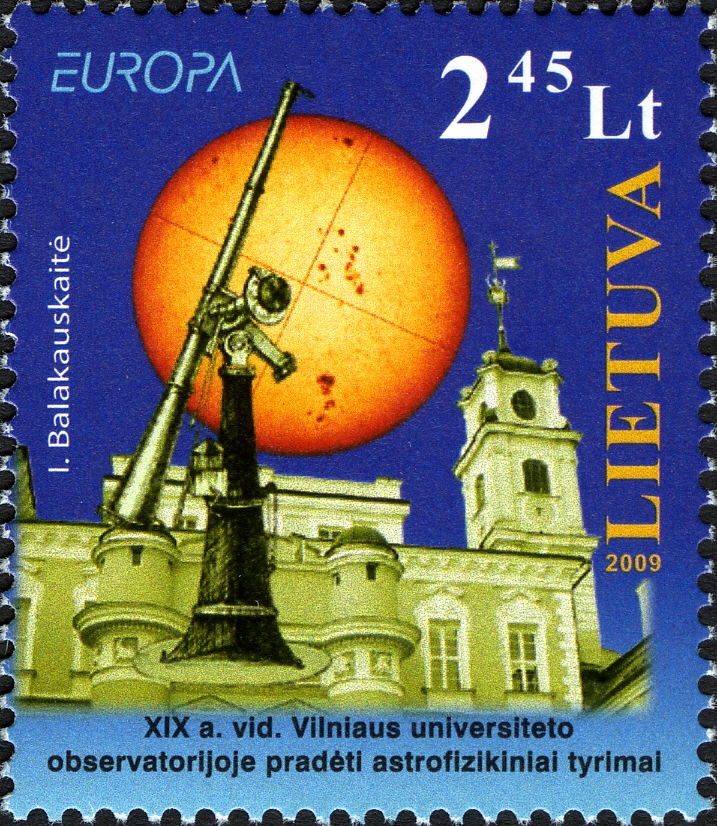
Виленская обсерватория на почтовой марке Литвы

В 1826 году М. О. Глушневич вместе с новым директором обсерватории Петром Славинским помогал генералу К. И. Теннеру в производстве им астрономических наблюдений для Литовского градусного измерения, вошедшего позднее в состав измерения 25-градусной дуги меридиана от Северного Ледовитого океана до Дуная. Главными точками в Литовском измерении были: северною — Бристен в 28 верстах к северо-западу от города Якобштадта, среднею — Немеж и южною — Белин близ границ Минской и Волынской губерний. Славинский и Глушневич определили для Теннера широту Бристена, причём второй установил вместе с другим помощником директора Виленской обсерватории Жилинским пассажные трубы на каменных фундаментах, произвел часть требуемых наблюдений и в заключение вычислил и самую широту из девяти звезд Бесселя с вероятною ошибкою 0″,125.
В 1827 году для того же градусного измерения он наблюдал в Немеже с 21 июля по 1 октября в течение 42 ночей прохождение звезд через первый вертикал.
В 1832 году вследствие обнаружения разности в 26″,01 между азимутами бока Крейцбург-Даборскальн, вычисленными по наблюдениям астронома В. Я. Струве в городе Якобштадте и генерала Теннера в Немеже, пришлось снова произвести астрономические наблюдения в Немеже для определения азимута бока Немеж-Мешканцы. Порученные Глушневичу, эти наблюдения производились им с 1 июля по 6 октября. При их вычислении, сделанном В. Я. Струве, последний охарактеризовал их «очень хорошими».
После выхода Славинского 21 июня 1843 года в отставку Глушневич был назначен исправляющим временно должность директора Виленской обсерватории. В этом звании, кроме ведения текущих работ обсерватории в прежнем объёме, он продолжал также и обработку наблюдений предыдущих лет, печатая их в предпринятом для этого обсерваториею в 1838 году на собственные средства издании под заглавием «Extrait des observations météorologiques 1834—35 par Slavinsky et Hlouchnewitch» (Vilna, 1838). Последним из выходивших ежегодно выпусков этого издания был «Extrait des observations faites, à l’observatoire de l’Académie Impériale des sciences à Vilna, pendant l’année 1843 par M. Hłuszniewicz» (Vilna, 1846, 8°, 34 p.). Исполняющим обязанности директора Глушневич оставался до назначения в начале 1848 года на эту должность помощника директора Пулковской обсерватории Е. Н. Фуса, вступившего в отправление своих новых обязанностей с апреля того же года. После этого Глушневич оставался в Виленской обсерватории недолго. 18 июля 1848 года он был уже по поданному им прошению уволен в отставку в чине титулярного советника.
Михаил Осипович Глушневич умер 9 июля 1862 года в городе Вильне.